# Misje dyplomatyczne Chorwacji
     Chorwacja
     Ambasada i konsulat(y)
     Ambasada

Kraje, w których Republika Chorwacji ma swoje przedstawicielstwa dyplomatyczne
Chorwacja
Ambasada i konsulat(y)
Ambasada

Misje dyplomatyczne Chorwacji – przedstawicielstwa dyplomatyczne Republiki Chorwacji przy innych państwach i organizacjach międzynarodowych. Poniższa lista zawiera wykaz obecnych ambasad i konsulatów zawodowych. Nie uwzględniono konsulatów honorowych.

## Europa
- Albania
  - Tirana (Ambasada)
- Austria
  - Wiedeń (Ambasada)
- Belgia
  - Bruksela (Ambasada)
- Bośnia i Hercegowina
  - Sarajewo (Ambasada)
  - Banja Luka (Konsulat generalny)
  - Mostar (Konsulat generalny)
  - Tuzla (Konsulat generalny)
- Bułgaria
  - Sofia (Ambasada)
- Czarnogóra
  - Podgorica (Ambasada)
  - Kotor (Konsulat generalny)
- Czechy
  - Praga (Ambasada)
- Dania
  - Kopenhaga (Ambasada)
- Finlandia
  - Helsinki (Ambasada)
- Francja
  - Paryż (Ambasada)
- Grecja
  - Ateny (Ambasada)
  - Saloniki (Konsulat generalny)
- Hiszpania
  - Madryt (Ambasada)
- Holandia
  - Haga (Ambasada)
- Irlandia
  - Dublin (Ambasada)
- Kosowo
  - Prisztina (Ambasada)
- Macedonia Północna
  - Skopje (Ambasada)
  - Bitola (Konsulat)
- Niemcy
  - Berlin (Ambasada)
  - Düsseldorf (Konsulat generalny)

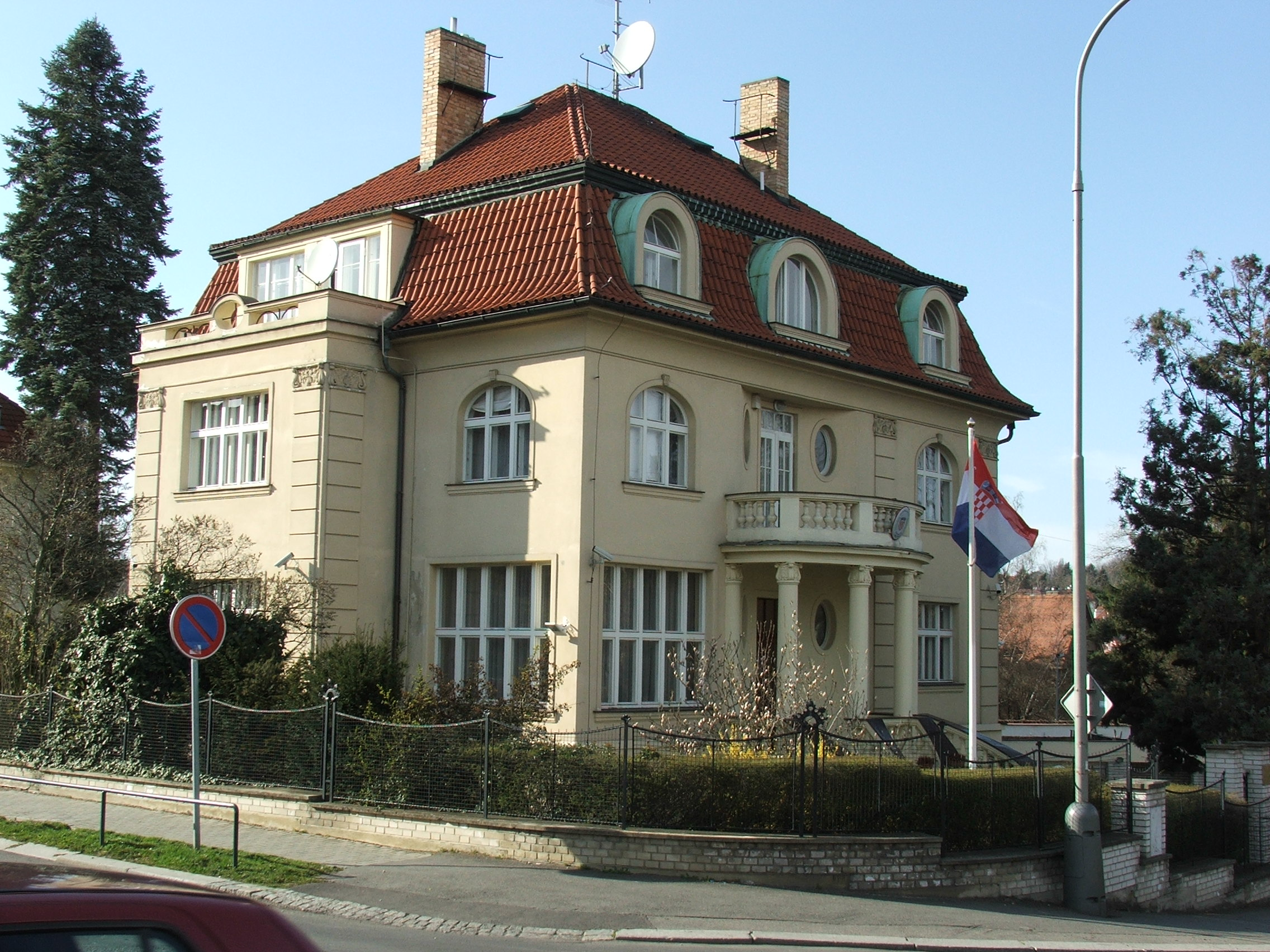
Ambasada Chorwacji w Pradze

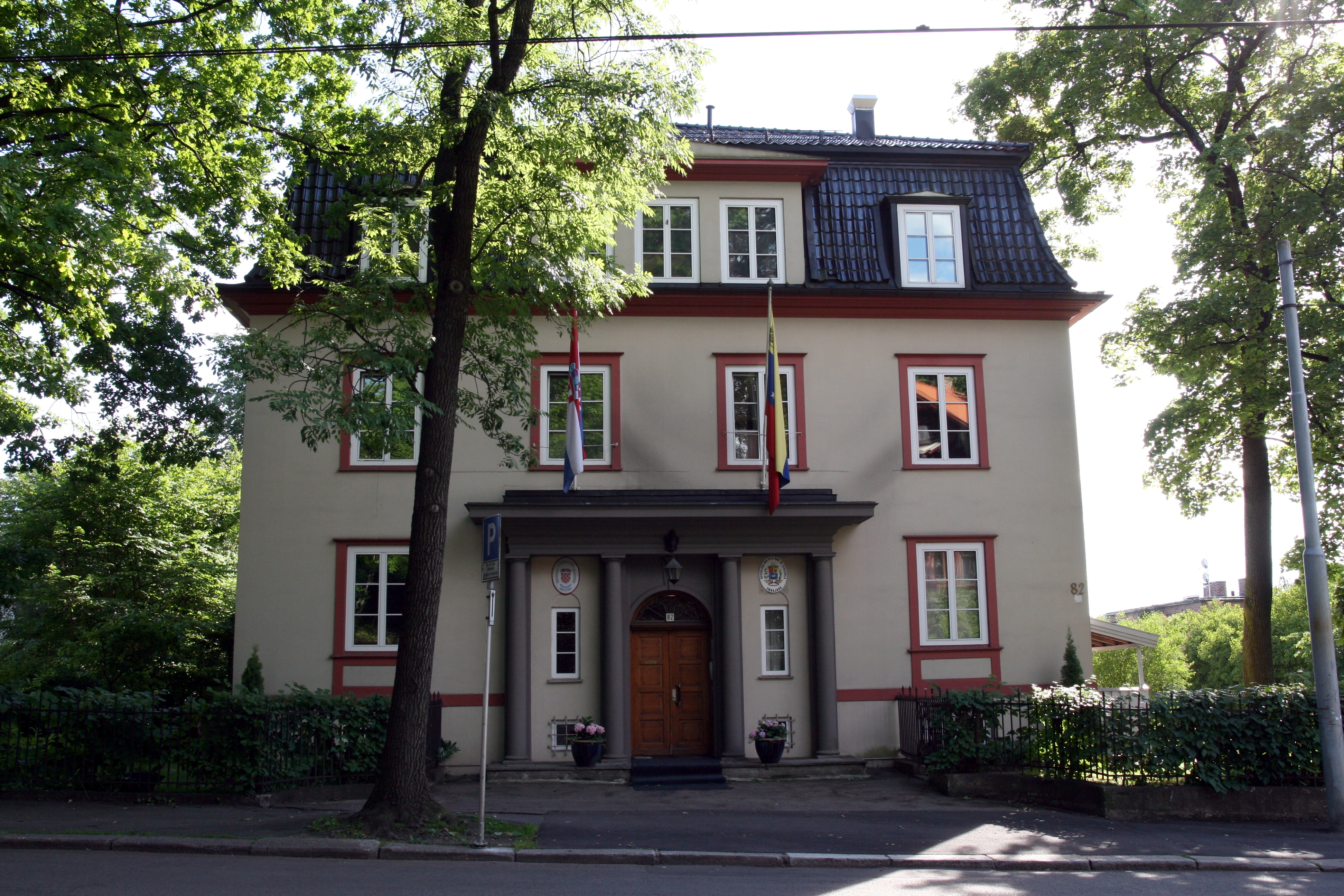
Ambasada Chorwacji i Wenezueli w Oslo

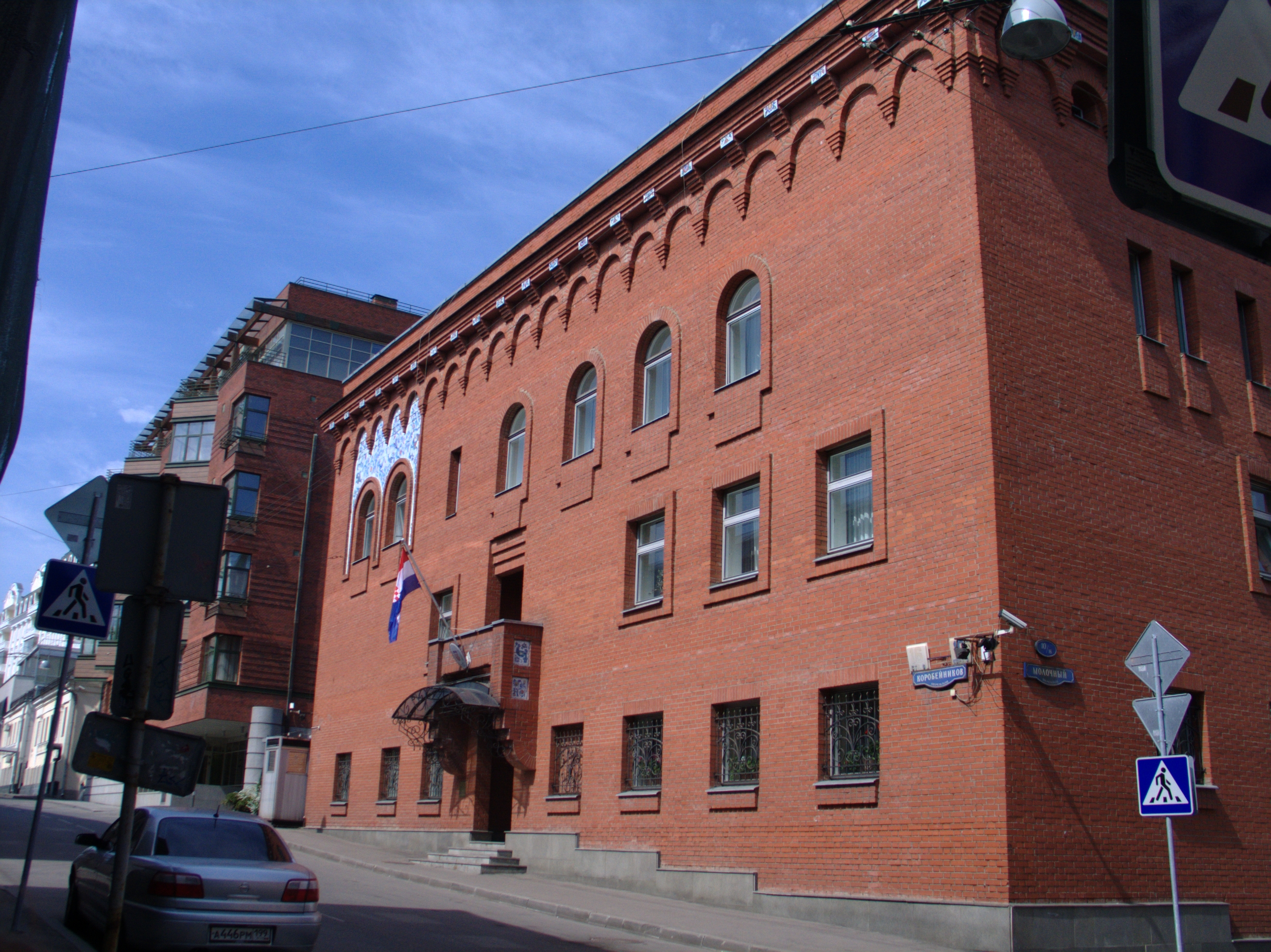
Ambasada Chorwacji w Moskwie

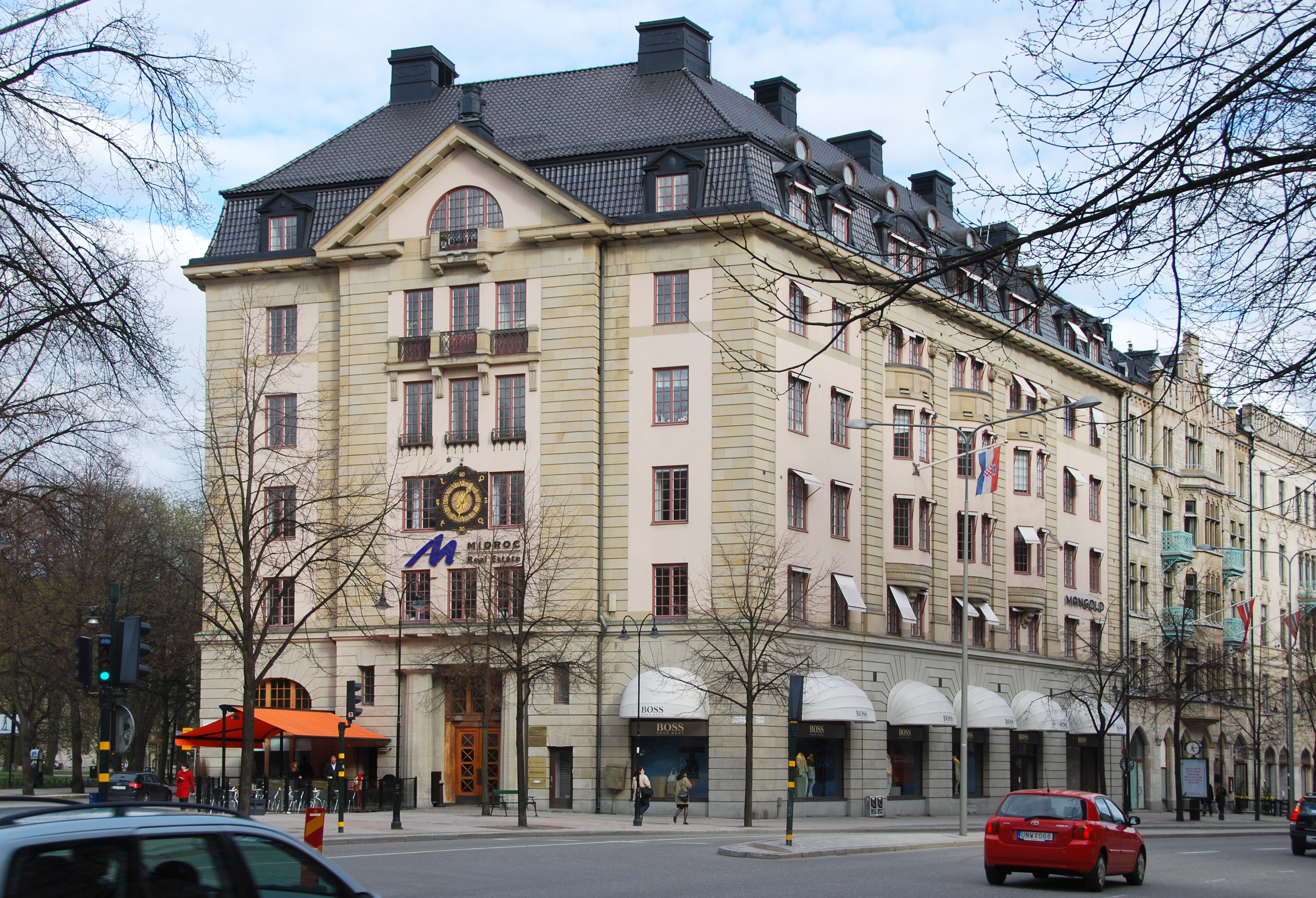
Ambasada Chorwacji w Sztokholmie

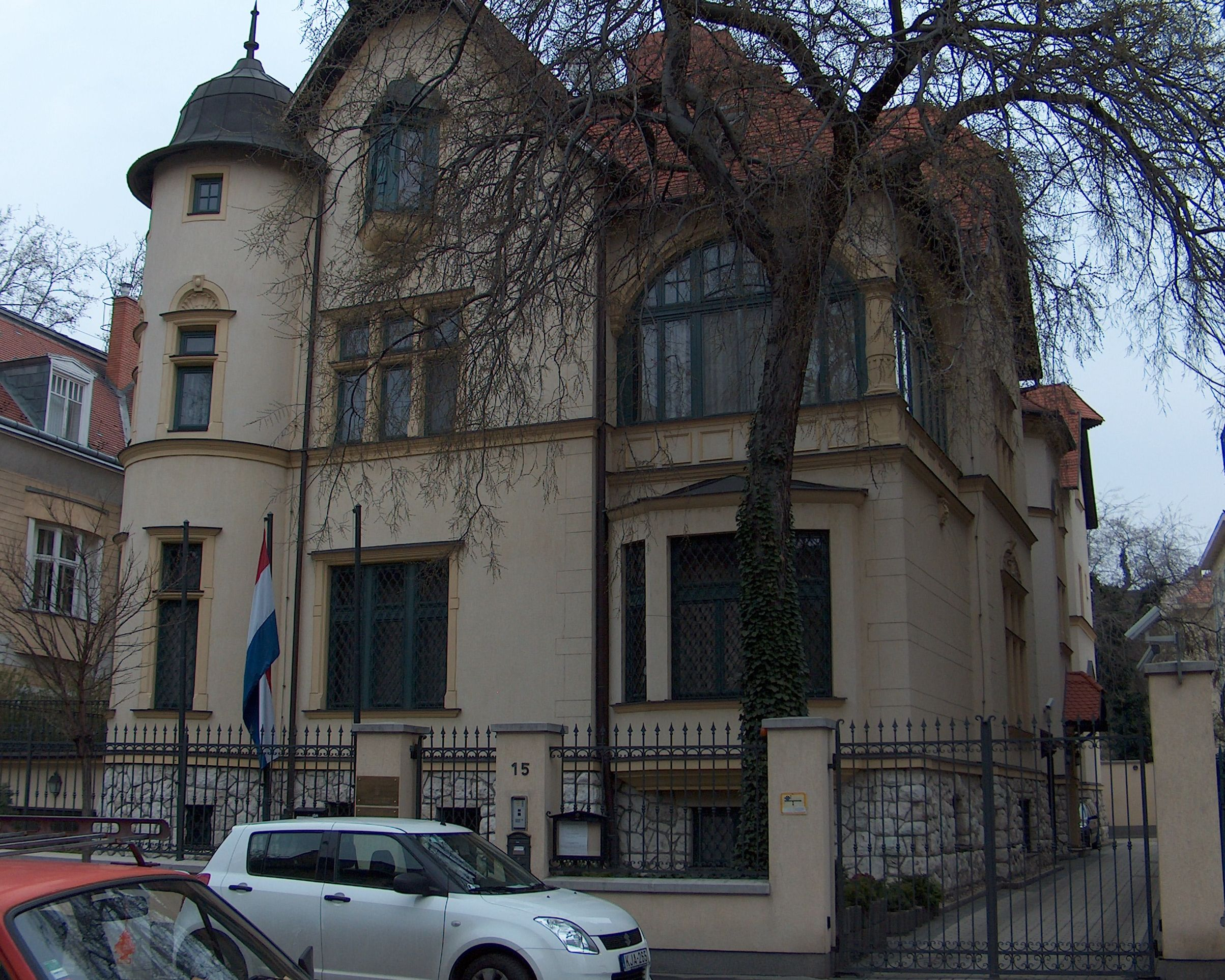
Ambasada Chorwacji w Budapeszcie

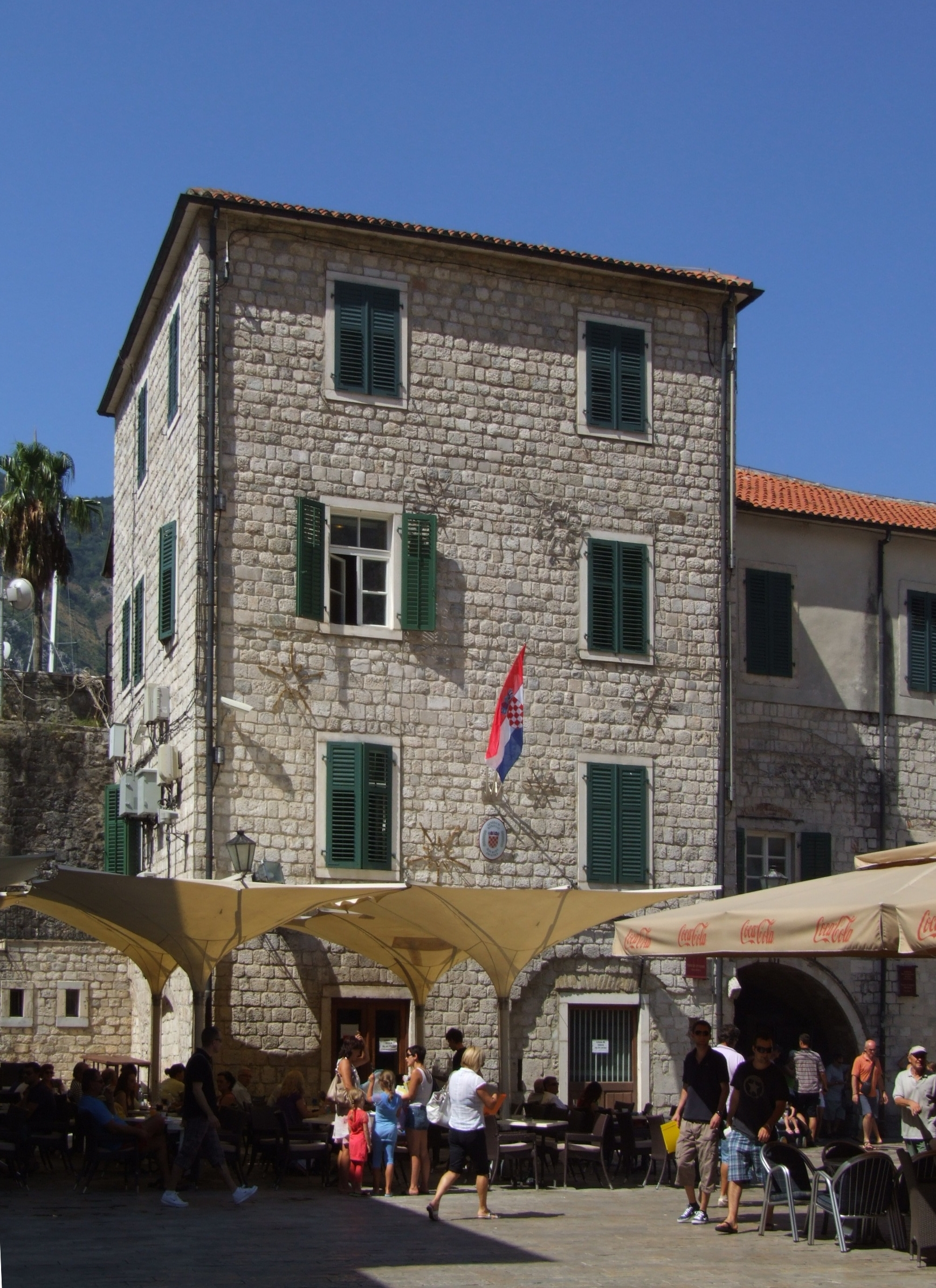
Konsulat generalny Chorwacji w Kotorze

  - Frankfurt nad Menem (Konsulat generalny)
  - Hamburg (Konsulat generalny)
  - Monachium (Konsulat generalny)
  - Stuttgart (Konsulat generalny)
- Norwegia
  - Oslo (Ambasada)
- Polska
  - Warszawa (Ambasada)
- Portugalia
  - Lizbona (Ambasada)
- Rosja
  - Moskwa (Ambasada)
- Rumunia
  - Bukareszt (Ambasada)
  - Reșița (Konsulat)
- Serbia
  - Belgrad (Ambasada)
  - Subotica (Konsulat generalny)
- Słowacja
  - Bratysława (Ambasada)
- Słowenia
  - Lublana (Ambasada)
  - Koper (Konsulat)
  - Maribor (Konsulat)
- Stolica Apostolska
  - Rzym (Ambasada)
- Szwajcaria
  - Berno (Ambasada)
  - Zurych (Konsulat generalny)
- Szwecja
  - Sztokholm (Ambasada)
- Turcja
  - Ankara (Ambasada)
  - Stambuł (Konsulat generalny)
- Ukraina
  - Kijów (Ambasada)
- Węgry
  - Budapeszt (Ambasada)
  - Pecz (Konsulat generalny)
  - Nagykanizsa (Konsulat)
- Wielka Brytania
  - Londyn (Ambasada)
- Włochy
  - Rzym (Ambasada)
  - Mediolan (Konsulat generalny)
  - Triest (Konsulat generalny)

## Ameryka Północna, Środkowa i Karaiby

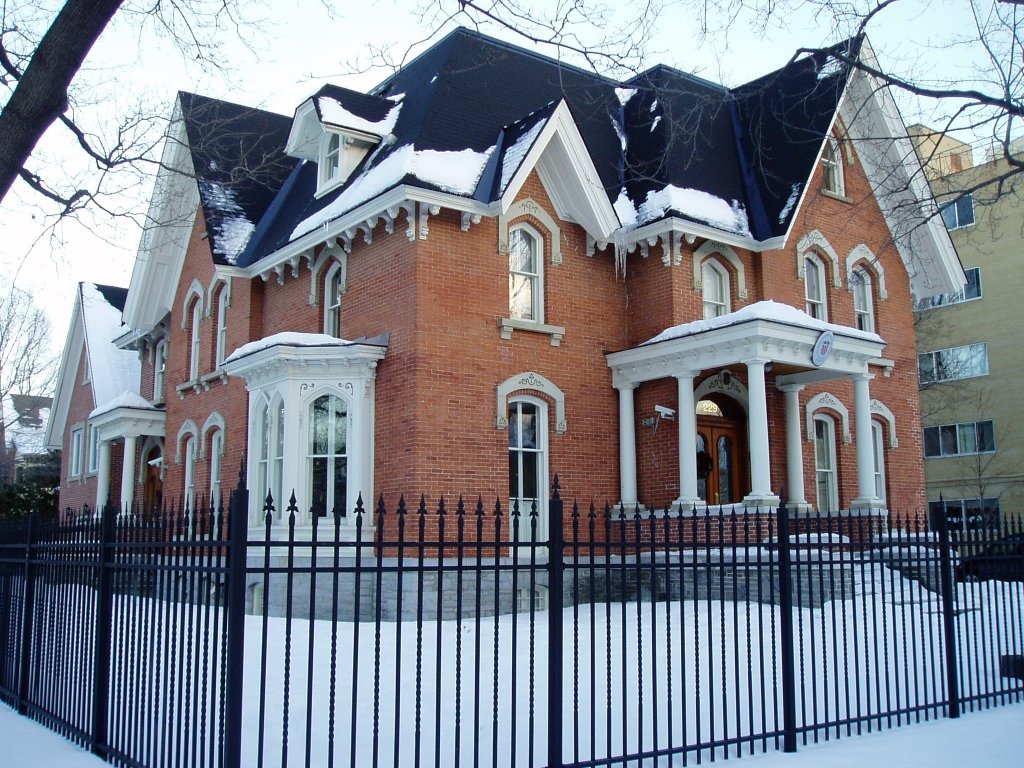
Ambasada Chorwacji w Ottawie

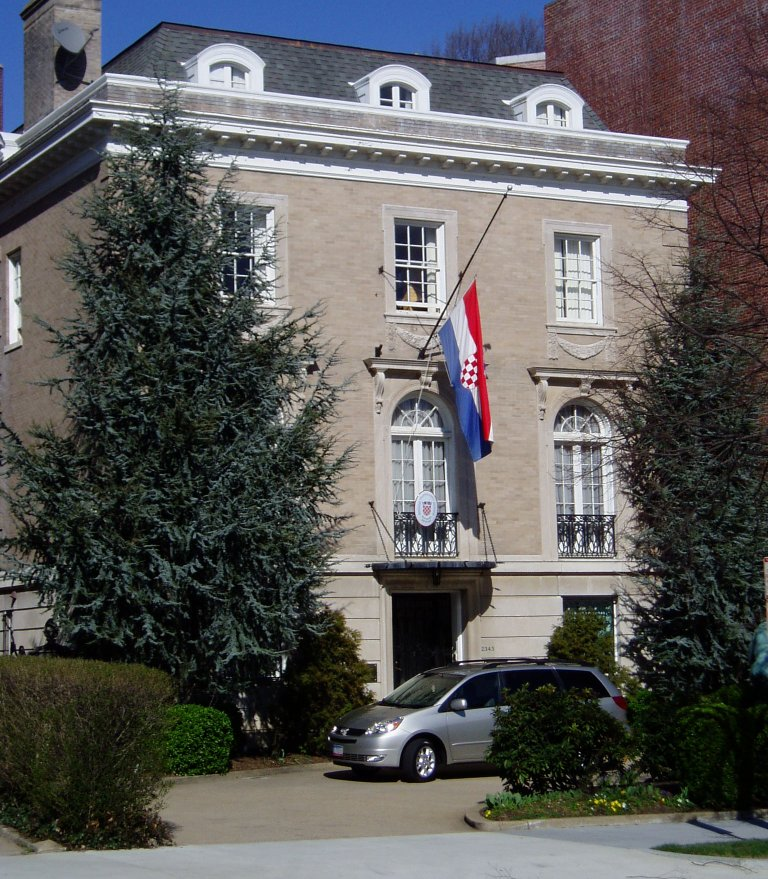
Ambasada Chorwacji w Waszyngtonie

- Kanada
  - Ottawa (Ambasada)
  - Mississauga (Konsulat generalny)
- Stany Zjednoczone
  - Waszyngton (Ambasada)
  - Chicago (Konsulat generalny)
  - Los Angeles (Konsulat generalny)
  - Nowy Jork (Konsulat generalny)
  - Saint Paul (Konsulat generalny)

## Ameryka Południowa
- Argentyna
  - Buenos Aires (Ambasada)
- Brazylia
  - Brasília (Ambasada)
- Chile
  - Santiago (Ambasada)

## Afryka
- Algieria
  - Algier (Ambasada)
- Egipt
  - Kair (Ambasada)
- Libia
  - Trypolis (Ambasada)
- Maroko
  - Rabat (Ambasada)
- Południowa Afryka
  - Pretoria (Ambasada)

## Azja

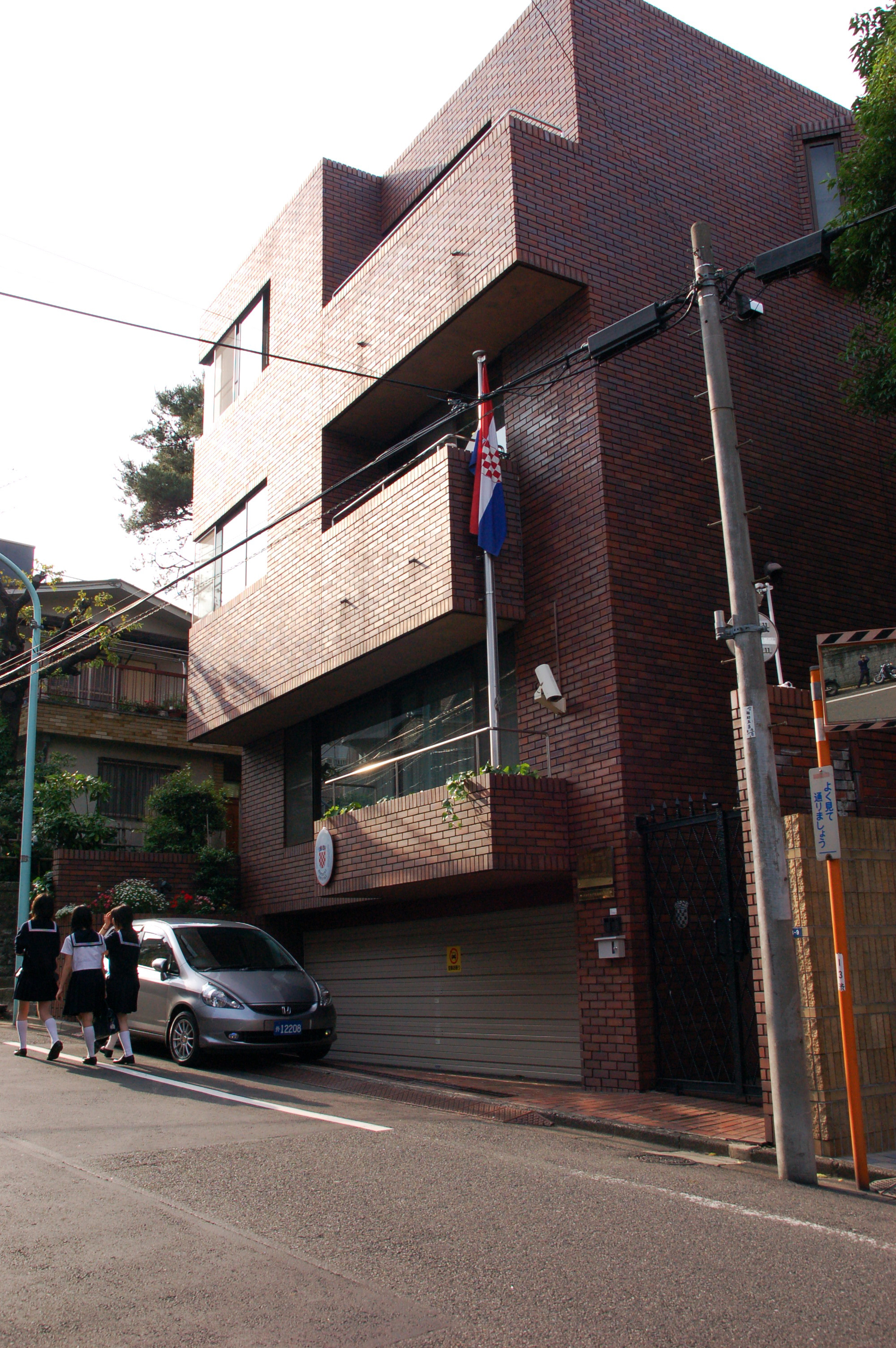
Ambasada Chorwacji w Tokio

- Chiny
  - Pekin (Ambasada)
- Indie
  - Nowe Delhi (Ambasada)
- Indonezja
  - Dżakarta (Ambasada)
- Iran
  - Teheran (Ambasada)
- Izrael
  - Tel Awiw-Jafa (Ambasada)
- Japonia
  - Tokio (Ambasada)
- Malezja
  - Kuala Lumpur (Ambasada)

## Australia i Oceania

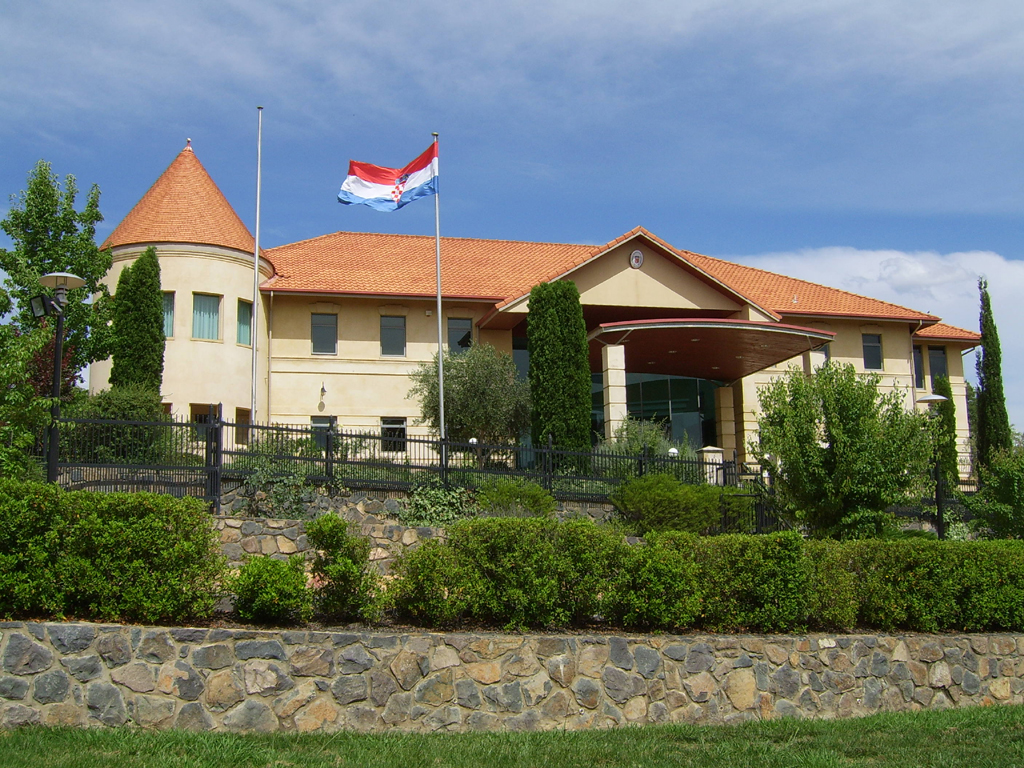
Ambasada Chorwacji w Canberze

- Australia
  - Canberra (Ambasada)
  - Melbourne (Konsulat generalny)
  - Perth (Konsulat generalny)
  - Sydney (Konsulat generalny)

## Organizacje międzynarodowe
- Nowy Jork - Stałe Przedstawicielstwo przy Organizacji Narodów Zjednoczonych
- Genewa - Stałe Przedstawicielstwo przy Biurze Narodów Zjednoczonych i innych organizacjach
- Paryż - Stałe Przedstawicielstwo przy UNESCO
- Wiedeń - Stałe Przedstawicielstwo przy Biurze Narodów Zjednoczonych i Organizacji Bezpieczeństwa i Współpracy w Europie
- Bruksela - Stałe Przedstawicielstwo przy Unii Europejskiej i NATO
- Strasburg - Stałe Przedstawicielstwo przy Radzie Europy